# Bolero (Jacke)

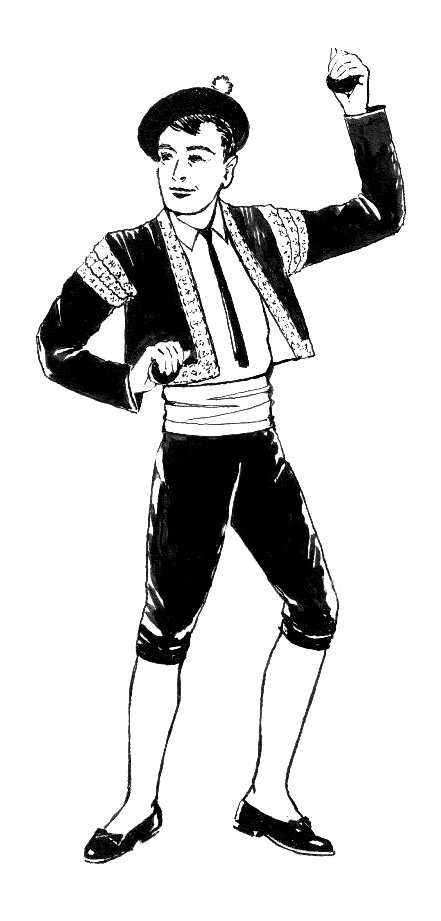
Tänzer mit Bolero

Bolero bezeichnet zunächst einen Teil der Tracht des spanischen Toreros: ein taillenkurzes Jäckchen, das vorn offen, langärmig geschnitten und mit farbigen Posamenten verziert ist. 
Als spanische Frauentracht ist der Bolero (auch Figarojäckchen) ein taillenkurzes, vorne offenes Jäckchen mit oder ohne Ärmel bzw. Revers. Ab der zweiten Hälfte des 19. Jahrhunderts trug man ihn zur Krinoline, ab Anfang des 20. Jahrhunderts mit dem Kleid der Sans-Ventre-Linie und bis heute immer wieder mit Sommer- oder Cocktailkleidern kombiniert. Außerdem werden Boleros auch zu Abend- oder Brautkleidern getragen.

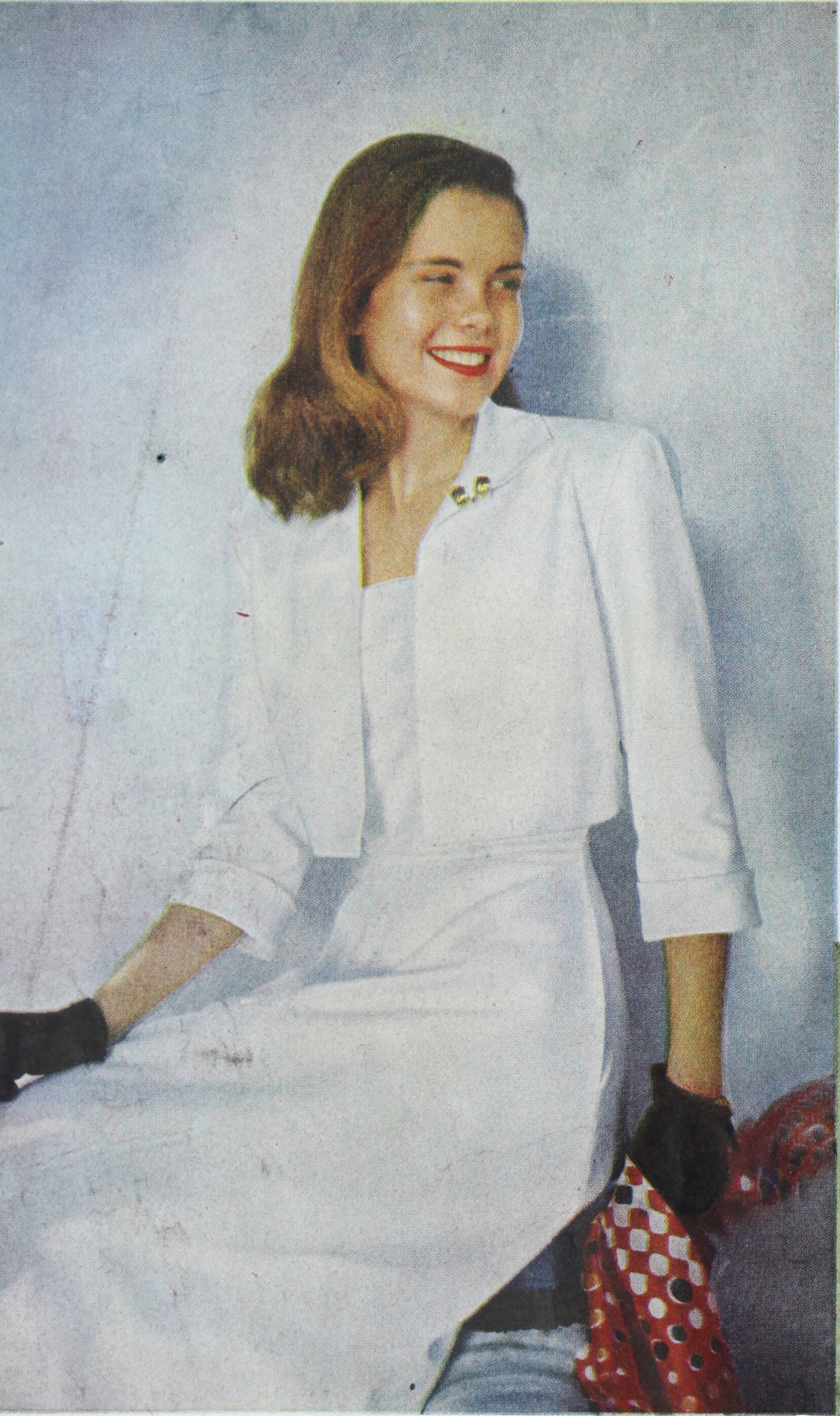
Dame mit Bolero, 1948

Eine Variante, die aus einem Rechteck gefertigt wird und bei der die Seiten zu Ärmeln zusammengenäht werden, bezeichnet man auch als Seelenwärmer.
Als Bolero bezeichnet man auch einen steifen, runden spanischen Hut mit aufgeschlagener Krempe.